# Cianela

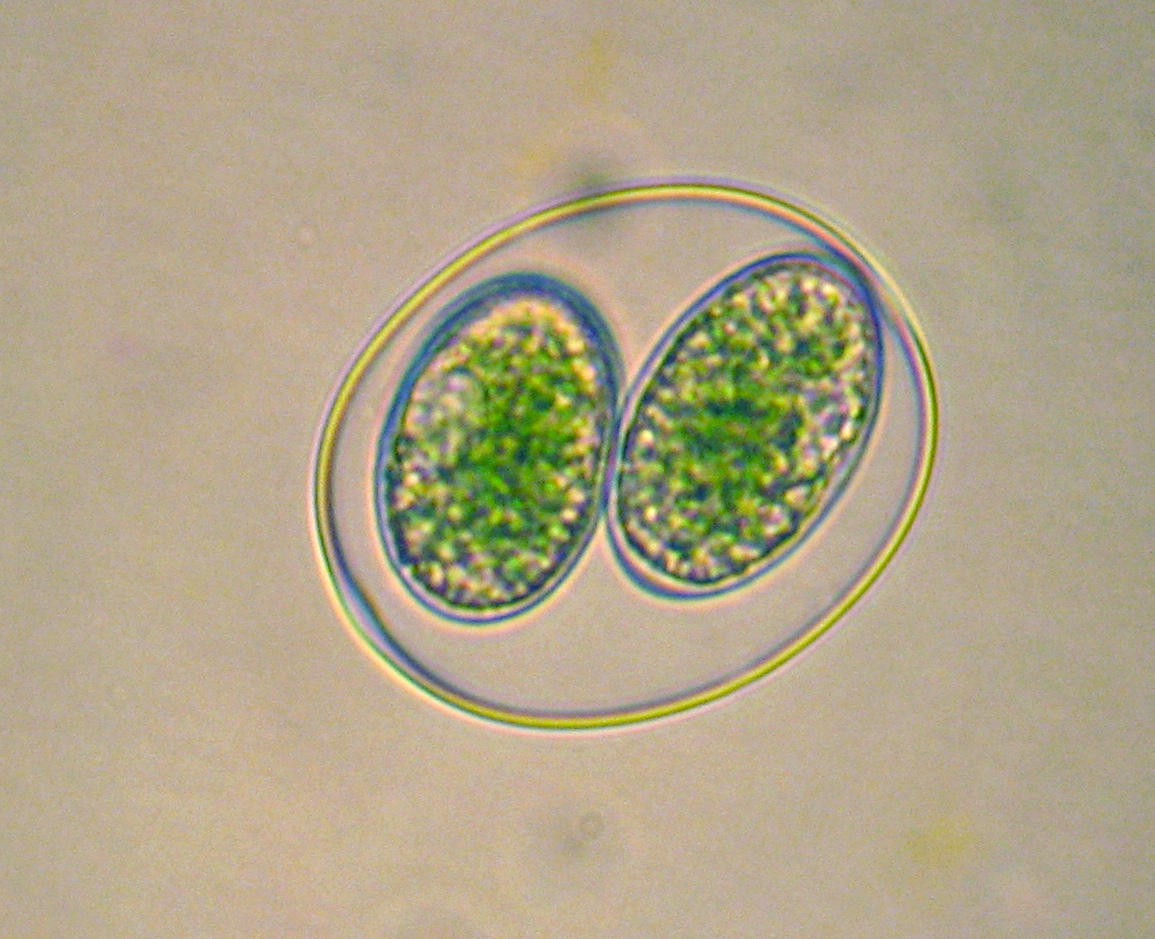
Dos células hijas. El color de las glaucofitas está determinado por sus cianelas.

La cianela, también llamada cianoplasto o muroplasto, es el tipo de plasto que se encuentran en las algas glaucófitas, y al igual que los cloroplastos tienen función fotosintética. Su nombre refleja una forma diminutiva de cianobacteria o cianofícea, ya que cuando fue descubierta, fue difícil para los ficólogos determinar si se trataba de un cloroplasto o de una cianobacteria endosimbiótica.
Su descubrimiento permitió dilucidar cómo se produjo el origen de todas las plantas, el cual debió implicar la fusión biológica entre un protozoo huésped y una cianobacteria endosimbionte. 

## Características
Al igual que las cianobacterias u otras bacterias Gram negativas, están rodeados de doble membrana, y en medio de ellas está una delgada pared de peptidoglicano. El genoma es del tamaño de los cloroplastos, con genes para ARNt, ARNr y aproximadamente 150 proteínas. Presenta membrana tilacoide, carboxisomas, y pigmentos clorofila a, beta-caroteno, zeaxantina, beta-criptoxantina y ficocianinas.
Desde el punto de vista evolutivo, se presume que la cianobacteria endosimbionte pierde su capacidad de sintelizar la capa externa de lipopolisacáridos, típica de los especímenes de vida libre.
Se considera que los plastos del protista Paulinella chromatophora (una Euglyphida) pueden denominarse cianelas.